# Championnat du Mexique de football américain 2017
Navigation
Édition précédente Édition suivante
Le championnat du Mexique de football américain 2017 est la 2e édition du championnat professionnel organisé par la Liga de Fútbol Americano.
Six équipes participent à la compétition : trois issues de Mexico, une de l'état de Mexico, une de Coahuila et une de Nuevo León.
Le 28 septembre 2016, la LFA avait en effet annoncé son élargissement pour la saison 2017 : les Fundidores de Monterrey et les Dinos de Saltillo. Ces équipes recrutent des joueurs des programmes de football collégial des Borregos Salvajes de l'institut de technologie et d'études supérieures de Monterrey, des Auténticos Tigres de l'université autonome du Nuevo León et des Lobos de l'université autonome de Coahuila.
Le plafond salarial pour les franchises est de 650 000 pesos MXN (environ 30 000 USD).
Avant le Tazón México II, l'équipe visiteuse (Dinos) est sur le point d'annuler le match car elle doit parcourir en bus et pendant 10 heures, la distance entre Saltillo et Mexico. Une fois à destination elle n'a pas la possibilité de s'entraîner ni de se reposer. De plus, elle doit, après le match, revenir immédiatement dans les mêmes conditions. La LFA n'a pas de budget pour payer les avions et les hôtels pour les joueurs et les membres du personnel,.
Les Mayas sont sacrés «bicampeones» après avoir battu les Dinos 24 à 18 lors du Tazón México II. L'entraîneur principal du champion est Ernesto Alfaro

## Équipes participantes
| Équipe                       | Entraîneur       | Ville                       | Stade                    | Capacité |
| ---------------------------- | ---------------- | --------------------------- | ------------------------ | -------- |
| Division Centre (Suerox)     |                  |                             |                          |          |
| Condors de Mexico            | Enrique Zapata   | Ciudad de México            | Jesús Martínez "Palillo" | 6,000    |
| Eagles de Mexico             | José Campuzano   | Ciudad de México            | Jesús Martínez "Palillo" | 6,000    |
| Mayas de Mexico              | Ernesto Alfaro   | Ciudad de México            | Jesús Martínez "Palillo" | 6,000    |
| Division Nord (Under Armour) |                  |                             |                          |          |
| Dinos de Saltillo            | Guillermo Ruiz   | Saltillo, Coahuila          | Olympique de Saltillo    | 5,900    |
| Fundidores de Monterrey      | Leopoldo Treviño | Monterrey, Nuevo León       | Tecnológico              | 36,485   |
| Raptors de Naucalpan         | Rafael Duk       | Naucalpan, Estado de México | Jesús Martínez "Palillo" | 6,000    |

## Système de championnat
En raison de l'augmentation du nombre d'équipes pour la saison 2017, la LFA modifie le format de la compétition en créant deux divisions : Nord et Centre. Pour des raisons de sponsoring, ces divisions prennent le nom de produits commerciaux.
En saison régulière, chaque équipe dispute deux matchs contre chaque rival de la même division et un match contre chaque équipe de l'autre division, totalisant 7 matchs par équipe.
Le nouveau format comprend des championnats (ou finales) de division disputés lors des séries éliminatoires. Leurs vainqueurs sont qualifiés pour disputer le Tazón México.

## Saison régulière
| Date       | Heure  | Local   | Résultat | Visiteur   |
| ---------- | ------ | ------- | -------- | ---------- |
| 18 février | 15 h 0 | Dinos   | 33-16    | Fundidores |
| 19 février | 11 h 0 | Condors | 10-13    | Raptors    |
| 19 février | 15 h 0 | Eagles  | 33-21    | Mayas      |

| Date       | Heure  | Local      | Résultat | Visiteur |
| ---------- | ------ | ---------- | -------- | -------- |
| 26 février | 11 h 0 | Condors    | 16-64    | Mayas    |
| 26 février | 13 h 0 | Fundidores | 24-25    | Eagles   |
| 26 février | 15 h 0 | Raptors    | 34-27    | Dinos    |

| Date   | Heure  | Local      | Résultat | Visiteur |
| ------ | ------ | ---------- | -------- | -------- |
| 5 mars | 11 h 0 | Eagles     | 20-24    | Condors  |
| 5 mars | 13 h 0 | Fundidores | 22-21    | Raptors  |
| 5 mars | 15 h 0 | Mayas      | 30-12    | Dinos    |

| Date    | Heure  | Local   | Résultat | Visiteur   |
| ------- | ------ | ------- | -------- | ---------- |
| 12 mars | 11 h 0 | Raptors | 31-34    | Mayas      |
| 12 mars | 14 h 0 | Dinos   | 10-14    | Eagles     |
| 12 mars | 15 h 0 | Condors | 14-12    | Fundidores |

| Date    | Heure   | Local   | Résultat | Visiteur   |
| ------- | ------- | ------- | -------- | ---------- |
| 19 mars | 15 h 30 | Dinos   | 23-10    | Condors    |
| 26 mars | 11 h 0  | Eagles  | 24-27    | Mayas      |
| 26 mars | 15 h 0  | Raptors | 14-10    | Fundidores |

| Date    | Heure  | Local      | Résultat | Visiteur |
| ------- | ------ | ---------- | -------- | -------- |
| 2 avril | 11 h 0 | Mayas      | 47-20    | Condors  |
| 2 avril | 14 h 0 | Fundidores | 14-6     | Dinos    |
| 2 avril | 15 h 0 | Eagles     | 12-28    | Raptors  |

| Date    | Heure  | Local      | Résultat | Visiteur |
| ------- | ------ | ---------- | -------- | -------- |
| 9 avril | 11 h 0 | Condors    | 16-31    | Eagles   |
| 9 avril | 14 h 0 | Fundidores | 14-33    | Mayas    |
| 9 avril | 14 h 0 | Dinos      | 6-19     | Raptors  |

### Le classement
| Pos | Équipe  | MJ | MG | MP | MN | PP  | PC  | Diff |
| --- | ------- | -- | -- | -- | -- | --- | --- | ---- |
| 1   | Mayas   | 7  | 6  | 1  | 0  | 256 | 150 | 106  |
| 2   | Eagles  | 7  | 4  | 3  | 0  | 159 | 150 | 9    |
| 3   | Condors | 7  | 2  | 5  | 0  | 110 | 210 | -100 |

| Pos | Équipe     | MJ | MG | MP | MN | PP  | PC  | Diff |
| --- | ---------- | -- | -- | -- | -- | --- | --- | ---- |
| 1   | Raptors    | 7  | 5  | 2  | 0  | 160 | 121 | 39   |
| 2   | Dinos      | 7  | 2  | 5  | 0  | 117 | 137 | -20  |
| 3   | Fundidores | 7  | 2  | 5  | 0  | 112 | 146 | -34  |

## Les playoffs
| Date     | Heure  | Local  | Résultat | Visiteur |
| -------- | ------ | ------ | -------- | -------- |
| 23 avril | 15 h 0 | Eagles | 18-40    | Mayas    |

| Date     | Heure  | Local | Résultat | Visiteur |
| -------- | ------ | ----- | -------- | -------- |
| 23 avril | 11 h 0 | Dinos | 13-10    | Raptors  |

### Tazón México II
Le Tazón México II (appelé Indian Motorcycle Bowl II pour des raisons de parrainage) est la deuxième édition du match de championnat de la LFA.
Les Mayas remportent le bicampeonato en battant par un score de 24-18, les Dinos à l'Estadio Palillo Martinez de Mexico.
| Date     | Heure  | Local | Résultat | Visiteur |
| -------- | ------ | ----- | -------- | -------- |
| 30 avril | 10 h 0 | Mayas | 24-18    | Dinos    |

| Temps           | Description des actions                                                                           | Score MAYA-DINO | Score MAYA-DINO |
| --------------- | ------------------------------------------------------------------------------------------------- | --------------- | --------------- |
| 1er Quart-temps |                                                                                                   |                 |                 |
| 04:27           | FG de 20 yds de Gallardo                                                                          | Dino            | 0-03            |
| 2e Quart-temps  |                                                                                                   |                 |                 |
| 13:30           | TD à la course de 1 yd de Alberto García (PAT de Gallardo)                                        | Dino            | 0-10            |
| 09:31           | TD de 42 yds à la suite d'une passe de Marco García pour Josue Martinez (PAT de Mauricio Morales) | Maya            | 70-10           |
| 04:51           | TD à la course de 10 yds de Marco García (PAT de Mauricio Morales)                                | Maya            | 14-10           |
| 3e Quart-temps  |                                                                                                   |                 |                 |
| 01:50           | FG de 25 yd de Mauricio Morales                                                                   | Maya            | 17-10           |
| 4e Quart-temps  |                                                                                                   |                 |                 |
| 06:21           | TD à la course de 65 yd de Omar Cojolum (PAT de Mauricio Morales)                                 | Maya            | 24-10           |
| 01:16           | Safety de Aceves (Mayas)                                                                          | Dino            | 24-12           |
| 00:39           | TD de 5 yd à la suite d'une passe de Alberto García pour Gerardo Alvarez (PAT manqué de Gallardo) |                 | 24-18           |